# جاي روزنبرغ
جاي روزنبرغ (بالإنجليزية: Jay Rosenberg)‏ هو فيلسوف أمريكي، ولد في 18 أبريل 1942 في شيكاغو في الولايات المتحدة، وتوفي في 21 فبراير 2008.

## وصلات خارجية
- جاي روزنبرغ على موقع IMDb (الإنجليزية)